# Lycostomus patruelis
Lycostomus patruelis is een keversoort uit de familie netschildkevers (Lycidae). De wetenschappelijke naam van de soort werd in 1883 gepubliceerd door Jules Bourgeois.